# Ödön Pártos

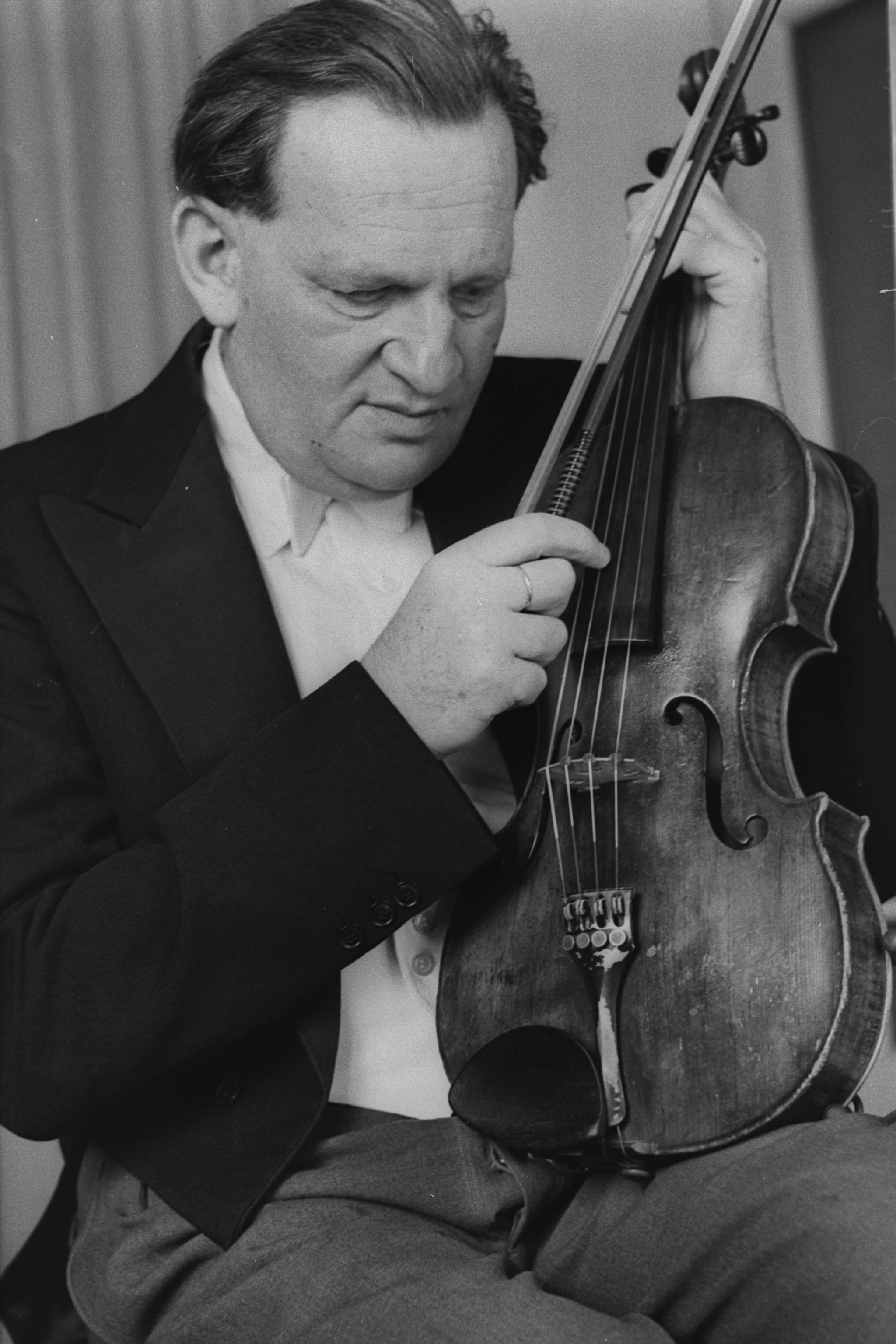
Ödön Pártos.

Ödön Pártos, född den 1 oktober 1907 i Budapest, Ungern, död den 6 juli 1977 i Tel Aviv, Israel, var ungersk violinist och kompositör med judisk härstamning.

## Biografi
Partos studerade vid Liszt-akademien, i Budapest tillsammans med Antal Doráti och Mátyás Seiber, med utbildning på violin för Jenő Hubay och komposition för Zoltán Kodály. Efter att ha avslutat sina studier blev han antagen som försteviolinist i en orkester i Luzern, men spelade också i andra europeiska orkestrar, bland annat i Berlin. År 1934, efter Hitlers maktövertagande, återvände han till sin födelseort, Budapest, där han blev försteviolinist i Budapests symfoniorkeser.
År 1936, grundade Bronisław Huberman Palestina Orchestra (nu: Israel Philharmonic Orchestra), till vilken han rekryterade judiska musiker som uteslutits ur Europas orkestrar. Huberman försökte inkludera Pártos, även om dennes tillträde till tjänsten försenades på grund av att ett tidigare åtagande - ett avtal med regeringen i Sovjetunionen genom vilket Pártos var lärare i violinspel och komposition vid konservatoriet i Baku, Azerbajdzjan. År 1937 lämnade han Sovjetunionen, efter att ha vägrat att gå med i kommunistpartiet under perioden för Moskvarättegångarna. Han återvände till Budapest, där han tjänstgjorde som orkesterns försteviolinist samtidigt som han gjorde konsertturnéer i andra europeiska länder.
Vid denna tid inbjöd Bronisław Huberman Pártos till ett möte i Florens, där han erbjöd honom ställning förste violaspelare i Palestina Orchestra. Efter att ha avböjt attraktiva erbjudanden från Sydamerika (främst, Peru), flyttade Pártos till brittiska Palestina 1938.
Åren 1938-1956, var Pártos ledare för Israels filharmoniska orkesters violasektion, samt gjorde många soloframträdanden i Israel och utomlands. År 1946, grundade han tillsammans med cellisten László Vincze, Samuel Rubin Israel Academy of Music (numera: Buchmann-Mehta School of Music) i Tel Aviv, och 1959 tog han initiativ till att grunda Thelma Yellin High School of Art i Tel Aviv. År 1951 utnämndes Pártos till rektor för Rubin Academy, en position han skulle hålla fram till sin död (även om hans hälsotillstånd under sina sista fem år i livet hindrade honom från att ta en aktiv del i Akademins förvaltning, vilket fylldes av professor Arie Vardi som efterträdde honom som chef där).

## Hedersbetygelser
Pártos anses vara bland de viktigaste israeliska kompositörerna och han tilldelades Israel Prize 1954, den främsta utmärkelsen inom musiken. Han hade i sina kompositioner ett starkt intresse för folklore och använde i sina verk inslag av folkmusik från sitt hemland och från östjudisk tradition. Med den symfoniska fantasin Ein gev vann han UNESCOS pris 1952.